# Chevaliers de Beaucaire
Uniformes
Les Chevaliers de Beaucaire sont le club de baseball de la commune de Beaucaire dans le département du Gard. Il est fondé en 1988 par Frédéric Lespinasse et évolue actuellement en 1e division régionale de baseball.
En 2011, les Chevaliers remportent le titre en Nationale 1 avec une victoire en finale face à Dunkerque et accèdent à la Division 1 jusqu'en 2015.

## Palmarès
Le club a obtenu de nombreux titres régionaux et nationaux, dont les titres de:
- Champion de France de Nationale 1 (D2): 2011.
- Champion de France Junior en 1995.
- Vice-champion de France de Nationale 2 en 1998.
- Champion de France Cadet en 2001.
- Vice-Champion de France junior en 1994

## Effectif 2018
- Entraîneur:
- Joueurs: Paul Mickael, Virieux Vivien, Barthelot Guillaume, Almela Xavier, Couveur André, Farget Stéfan, Conduzorgues Thibault, Durand Julien, Corbi Lucas, Blondin Thibault, Bernard Cyprien, Maurette Grégoire, Toulemonde Antoine, Maurette Alexandre, Welsh Jacob, Le Guillou Pierre, Ouin Giovanni, Ingram Alexander, Rollet Florent, Simon Vicente, Joris Navarro.